# Slaven Skeledzic
Slaven Skeledzic (ur. 15 listopada 1971 w Vareš) – niemiecki piłkarz pochodzenia bośniackiego, grający na pozycji napastnika, trener piłkarski.

## Kariera piłkarska

### Kariera klubowa
W dzieciństwie przeniósł się z rodzicami do Bad Homburg vor der Höhe, gdzie rozpoczął karierę piłkarza w miejscowym SpVgg Bad Homburg. Do 1999 występował w Usinger TSG.

## Kariera trenerska
Karierę szkoleniowca rozpoczął trenując najpierw drużynę juniorską Eintracht Frankfurt. Potem trenował juniorskie drużyny Hansa Rostock, Hannover 96 i FSV Frankfurt. W lutym 2015 roku stał na czele reprezentację Afganistanu.